# Mathieu Quinot
Mathieu Quinot (mort après 1675) est chantre de la Chapelle du roi, compositeur et garde du corps du roi, actif au milieu du XVIIe siècle.

## Biographie
Mathieu Quinot a une double carrière : il est d’abord chantre de la Chapelle du roi (au moins de 1638 à 1639), puis garde du corps du roi après 1640 jusqu’avant 1662. Il est fils de Me Nicolas Quinot, huissier en la Chambre des comptes et Greffe du Trésor à Paris, et de Diane Gelecperre (?).
Il se marie avec Claude Leforrestier le 7 mai 1634 en l’église Saint-Sulpice de Paris et son contrat de mariage date du 17 avril 1634. Lui et femme demeuraient alors sur les fossé Saint-Michel, paroisse Saint-Sulpice.
Ils ont au moins deux fils et une fille : Guillaume baptisé le 7 avril 1638, Claude, qui deviendra avocat au Châtelet de Paris, et Gilberte, morte avant 1675. L’acte de baptême de Guillaume et un autre acte de baptême du 19 octobre 1639 qualifient tous deux Mathieu de musicien ordinaire de la Chapelle du roi ; il ne figure cependant pas dans les comptes de la Maison du Roi de 1638.
Quelques actes plus tardifs existent qui le citent comme garde du corps du roi.
Vers 1670, le couple réside à Saint-Germain des Prés, rue des Mauvais-Garçons paroisse Saint-Sulpice.

## Œuvres

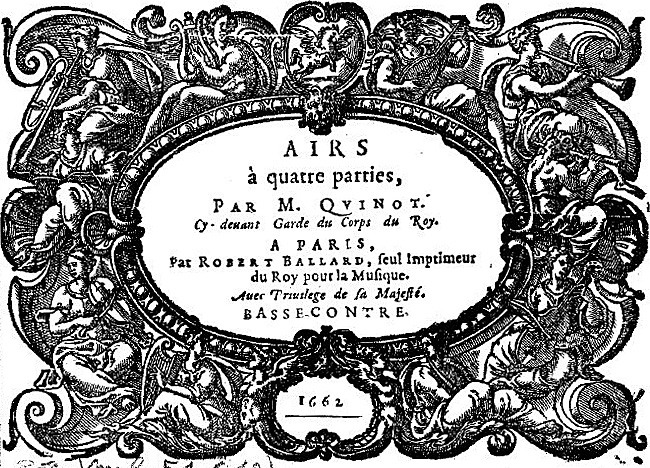
Quinot - Airs à 4 parties 1662

Quinot est l’auteur d’un unique recueil d’airs profanes :
- Mathieu Quinot, Airs à 4 parties par M. Quinot, cy-devant Garde du Corps du Roy. - Paris, Robert III Ballard, 1662. 4 vol. 8° obl. RISM Q 110, Guillo 2003 n° 1662-L.

Dédicace à Mme la princesse de Condé. Blason de Quinot, portant sa devise anagrammatique O HUMAIN QUITTE.
Contient 18 airs à 4 voix. La partie de Dessus n’a pas encore été retrouvée. Le recueil a été remis en vente vers 1697 chez Christophe Ballard.